# 梅国楼
梅国楼（1555年—?），字公岑，号琼宇，湖廣黃州府麻城縣人，民籍，明朝政治人物。

## 生平
梅国楼是梅国桢二弟，萬曆十年壬午科湖廣鄉試第七十六名，萬曆十一年（1583年）癸未科會試第三十二名，登三甲第二百十五名進士。选翰林院庶吉士，十三年授禮科給事中，十五年升工科右，十六年主考广西鄉試，丁憂。十九年復除刑科右，本年考试浙江，升河南参议，二十年升四川副使。万历三十六年補貴州參議，驻遵义。二十九年考察調用，三十三年補四川参议，三十六年升本省副使，三十八年考察降调。四十六年補江西佥事，天啓元年（1621年）正月升廣東右参议，分守岭东道，補給诰命。二年正月考察去職。與梅国桢、梅之焕合稱“荆楚三梅”。

## 家族
曾祖陳渭；祖父陳大貴；父陳瑚。母楊氏。重庆下。兄梅國楨（同科進士）；弟梅國森（贡士）；梅國楹；梅國棨；梅國林。